# Josef Liese
Josef (Joseph) Liese (* 18. September 1866 in Melle, Königreich Hannover; † 24. Januar 1939) war ein deutscher Gymnasiallehrer, Heimatforscher und Prähistoriker.

## Leben
Nach dem Besuch des Gymnasiums Carolinum in Osnabrück studierte Liese Philologie und begann seine Laufbahn zum Gymnasiallehrer im Januar 1893 als Candidatus am Wilhelm-Gymnasium in Hamburg unter Direktor Wilhelm Wegehaupt. Als wissenschaftlicher Hilfslehrer wirkte er anschließend am Marien-Gymnasium in Posen. Über eine Zwischenstation am Willibrord-Gymnasium in Emmerich am Rhein trat er schließlich in das Lehrerkollegium des Kaiser-Karls-Gymnasiums in Aachen ein, wo er bis zu seinem Ruhestand wirkte und die Ernennung zum Professor erfuhr.
Als Historiker debütierte Liese 1897 mit einer Schrift über den Minnesänger Reinmar von Brennenberg. Später veröffentlichte er zahlreiche Beiträge zur Ur- und Frühgeschichte des Aachener Raums, insbesondere über steinzeitliche Funde von Geräten und Werkzeugen aus Feuerstein, die er an Berghängen um Aachen sowie auf der Hochfläche des Lousbergs gemacht hatte. Ein weiterer Schwerpunkt seiner Arbeit waren Schriften über den Vaalser Tuchfabrikanten Johann Arnold von Clermont. 1918 forderte er in einer öffentlichen Denkschrift die Annexion von Neutral-Moresnet.
Liese war Mitglied des Aachener Geschichtsvereins. Seine Sammlung philologischer Literatur und Aquensien kam 1939 in die Stadtbibliothek Aachen.

## Schriften (Auswahl)
- Der Minnesänger Reimar von Brennenberg, sein Geschlecht und seine Lieder. Beilage zum Jahresbericht des Königlichen Marien-Gymnasiums zu Posen, Programm Nr. 169, Merzbachsche Buchdruckerei, Posen 1897 (Digitalisat).
- Aachen. In: Die Musik. 7. Jahrgang (1907/1908), Heft 8 (Januar 1908), S. 108 f.
- Die Bedeutung des Limburger Landes für die Zukunft Aachens. Aachen 1918.
- Das Aachener Land in der Steinzeit. In: Aachener Beiträge zur Heimatkunde. Band VIII (1930).
- Vom Aachener Stadtwald. Geschichtliches und Sprachliches. Verlag „Der Volksfreund“, Aachener General-Anzeiger, Aachen 1930 (Digitalisat).
- Römisches Leben im Aachener Lande. In: Heimatblätter des Landkreises Aachen. 1 (1931), Heft 3.
- Pariser Tapeten mit Landschaftsbildern von Saint Etienne in Raeren. In: Heimatblätter des Landkreises Aachen. 1 (1931), Heft 4.
- Julia Ponten. In: Heimatblätter des Landkreises Aachen. 2 (1932), Heft 4.
- Das Urbild des Weltbürgers in Goethes „Hermann und Dorothea“. In: Der Türmer. 35 (1932/1933), Heft 9, S. 209–211.
- Höhlen im Landkreise Aachen. In: Heimatblätter des Landkreises Aachen. 3 (1933), Heft 1.
- Der Aachener Kessel. In: Heimatblätter des Landkreises Aachen. 3 (1933), Heft 2.
- Der Vaalser Tuchfabrikant Johann Arnold von Clermont, das Urbild des Weltbürgers in Goethes Epos „Hermann und Dorothea“. In: Heimatblätter des Landkreises Aachen. 3 (1933), Heft 3.
- Das klassische Aachen. Johann Arnold von Clermont (1728–1795), sein Geschlecht und sein Schaffen im „Vaalser Paradies“. In: Aachener Beiträge zur Heimatkunde. Band XVII (1936), Band XX (1939).
- Die Römerzeit in Laurensberg. In: Heimatblätter des Landkreises Aachen. 7 (1937), Heft 3.
- Der Schneeberg in der Altsteinzeit. In: Heimatblätter des Landkreises Aachen. 7 (1937), Heft 3.
- Die Wolfsfurt. In: Kur- und Verkehrszeitung für Bad Aachen und Burtscheid. Heft 51 (1. Mai 1938).
- Melle und der Grönegau im Wandel der Zeiten. In: Meller Heimathefte. 2 (1939).